# Iponomeutoïdeus
Els iponomeutoïdeus (Yponomeutoidea) són una superfamília de lepidòpters glossats del clade Ditrysia, denominades vulgarment papallones ermini.

## Famílies
- Argyresthiidae
- Attevidae
- Bedelliidae
- Glyphipterigidae
- Heliodinidae
- Lyonetiidae
- Plutellidae
- Praydidae
- Yponomeutidae
- Ypsolophidae